# Трифена (царица Сирии)
Трифена (др.-греч. Τρύφαινα, ок. 141—111 до н. э.) — египетская царевна, жена селевкидского царя Антиоха VIII Грипа, сирийская царица (124—111 до н. э.)

## Биография
Трифена была старшей дочерью египетского царя Птолемея VIII Фискона и его жены и одновременно племянницы Клеопатры III, соответственно, она приходилась сестрой Птолемею IX Сотеру II, Птолемею X Александру I, Клеопатре IV, Клеопатре Селене I.
В 124 г. до н. э. Птолемей VIII перестал поддерживать своего претендента на сирийский престол Александра II, после чего тот был побеждён Антиохом VIII Грипом, вскоре схвачен и казнён. Тогда же Птолемей выдал за Антиоха свою дочь Трифену.
В 116 г. двоюродный брат Антиоха VIII — Антиох IX Кизикский — вернулся в Сирию и начал войну за власть. Победив в одном из сражений двоюродного брата, Антиох VIII захватил в плен его жену Клеопатру IV. Несмотря на то, что Клеопатра приходилась Трифене родной сестрой, та повелела убить её, обвинив в том, что Клеопатра выбрала себе в мужья врага сестры, тем самым сама став врагом, против воли матери вышла замуж за пределами Египта, привлекла к вражде братьев чужеземные войска. Хоть Антиох и возражал против жестокого преступления, указывая на то, что Трифена и Клеопатра всё же связаны узами родства, Трифена приказала убить Клеопатру, что и случилось прямо в храме — ей отсекли руки, которыми она цеплялась за алтарь.
Когда же после поражения Антиоха VIII в одном из сражений Трифена сама оказалась в руках противника, Антиох IX принёс её в жертву духу своей жены.

## Дети
Точно не известно была ли Трифена матерью всех детей Антиоха VIII. Античный историк Порфирий называл сыном Трифены царя Филиппа I, так как тот же источник называл его братом-близнецом царя Антиоха XI, очевидно, что Трифена была его матерью. Также, считается что она была матерью старшего сына Антиоха VIII — Селевка VI, хотя этому и нет подтверждения в источниках. Существует проблема с установлением материнства младших детей царя — Деметрия III, Антиоха XII и Лаодики VII. Большинство исследователей признают их детьми Трифены, однако не отвергается вероятность того, что до Клеопатры Селены у Антиоха VIII была ещё одна жена, которая и была матерью этих детей.